# Ulla Strand
Ulla Strand (nacida como Ulla Rasmussen, 21 de marzo de 1943-7 de agosto de 2007) fue una deportista danesa que compitió en bádminton. Ganó una medalla de bronce en el Campeonato Europeo de Bádminton de 1974 en la prueba de dobles.

## Palmarés internacional
| Campeonato Europeo | Campeonato Europeo | Campeonato Europeo | Campeonato Europeo |
| Año                | Lugar              | Medalla            | Prueba             |
| ------------------ | ------------------ | ------------------ | ------------------ |
| 1974               | Viena (Austria)    | Medalla de bronce  | Dobles             |